# Kunstnernes Sommerudstilling
Kunstnernes Sommerudstilling er en af Danmarks fem statsanerkendte censurerede kunstudstillinger (de øvrige er Charlottenborg Forårsudstilling, Kunstnernes Efterårsudstilling, Den Censurerede Kunstudstilling og Kunstnernes Påskeudstilling).
Sommerudstillingen har været afholdt siden 1973 i Tistrup ved Varde; siden 2000 i Janus Bygningen. 
Der er tilknyttet syv censorer, som selv er anerkendte kunstnere og vælges hvert år efter særlige regler. Årligt indleveres der cirka 2.500 værker, hvoraf omkring 100 udvælges til udstillingen. Der uddeleles en årlig pris på 5.000 kr. til en af de udstillende.